# Annemarie-Renger-Preis
Der Annemarie-Renger-Preis wird seit 2013 – und erstmals im Rahmen der Jubiläumsfeierlichkeiten zum 125-jährigen Bestehen des ASB – vom Arbeiter-Samariter-Bund Deutschland (ASB) verliehen. Dieser möchte mit der Auszeichnung auf die Bedeutung bürgerschaftlichen Engagements hinweisen.
Der Preis ist nach der ehemaligen Bundestagspräsidentin Annemarie Renger benannt, die von 1985 bis zu ihrem Tode 2008 ASB-Präsidentin war. Er ist mit 10.000 Euro dotiert. Die Preisstatue wurde von Markus Lüpertz  gestaltet.

## Preisträger
- 2013 Jan Josef Liefers für sein ehrenamtliches Engagement, darunter für das Kinderhospiz Sonnenhof in Berlin und die NCL-Stiftung, die sich für die Erforschung der Krankheit Neuronale Ceroid-Lipofuszinose einsetzt[1]
- 2014 Reinhold Beckmann für seinen Einsatz für Jugendliche in sozial benachteiligten Hamburger Stadtteilen
- 2015 Wolfgang Stumph für sein ehrenamtliches Engagement unter anderem beim Dresdner Förderkreis für krebskranke Kinder, als Kuratoriumsmitglied der Dresdner Kinderhilfe und als ehrenamtlicher Mitarbeiter von UNICEF Deutschland[2]
- 2016 Dunja Hayali für ihren Einsatz für Toleranz und Meinungsfreiheit[3]
- 2018 Roland Kaiser für vielfältiges soziales Engagement[4]
- 2019 Charlotte Knobloch für ihren fortwährenden Kampf gegen den Antisemitismus[5]